# Путин: Новый царь
Путин: Новый царь (англ. Putin: The New Tsar) — документальный фильм 2018 года производства OxfordFilms/BBC, снятый Патриком Форбсом, транслируется на BBC2. В нём обсуждается приход Владимира Путина к власти. В число респондентов вошли политики и неполитики, некоторые из которых были россиянами, а другие — иностранцами.

## Содержание
Среди участников — Гарри Каспаров, шахматный чемпион; Михаил Ходорковский, олигарх; Сергей Пугачёв, входивший в властную вертикаль Путина; Ксения Собчак, представительница российского высшего общества; Иэн Робертсон, психолог из Тринити-колледжа в Дублине; и Джек Стро, британский политик. Робертсон заявил, что опыт Путина на высокой политической должности «глубоко изменил» его мозг.
Эд Пауэр из The Daily Telegraph заявил о фильме, что «истинная цель состояла в том, чтобы поместить в исторический контекст маловероятный подъём Путина из провинциальной безвестности в Санкт-Петербурге» до поста президента России. Фильм был подготовлен перед выборами президента России 2018 года. Пауэр заявил, что он «мимолётно коснулся» утверждений о том, что российские агенты нападают на врагов российского правительства за пределами России. 

## Критика
Сэм Уолластон из The Guardian дал фильму четыре звезды из пяти и заявил, что «Путин: Новый царь» «мог бы быть почти смешным, если бы не был таким страшным». 
Пауэр дал фильму четыре звезды из пяти. Он заявил, что «попытка диагностировать у Путина зависимость от абсолютной власти» является «самой большой ошибкой фильма». Он пришёл к выводу, что фильм «во всём остальном является образцовым изображением» Путина.
Газета The Moscow Times похвалила бесстрастный тон рассказчика и «чёткий и связный» темп. В статье подверглись критике «банальное название», недостаточное освещение российской политической оппозиции и преувеличение уровня поддержки Путина среди граждан России. В статье сделан вывод, что фильм «Путин: Новый царь» «вполне заслуживает того, чтобы его изучить и обсудить».